# Sobór Mądrości Bożej w Nowogrodzie Wielkim
Sobór Mądrości Bożej – prawosławny sobór na Kremlu w Nowogrodzie Wielkim w Rosji.

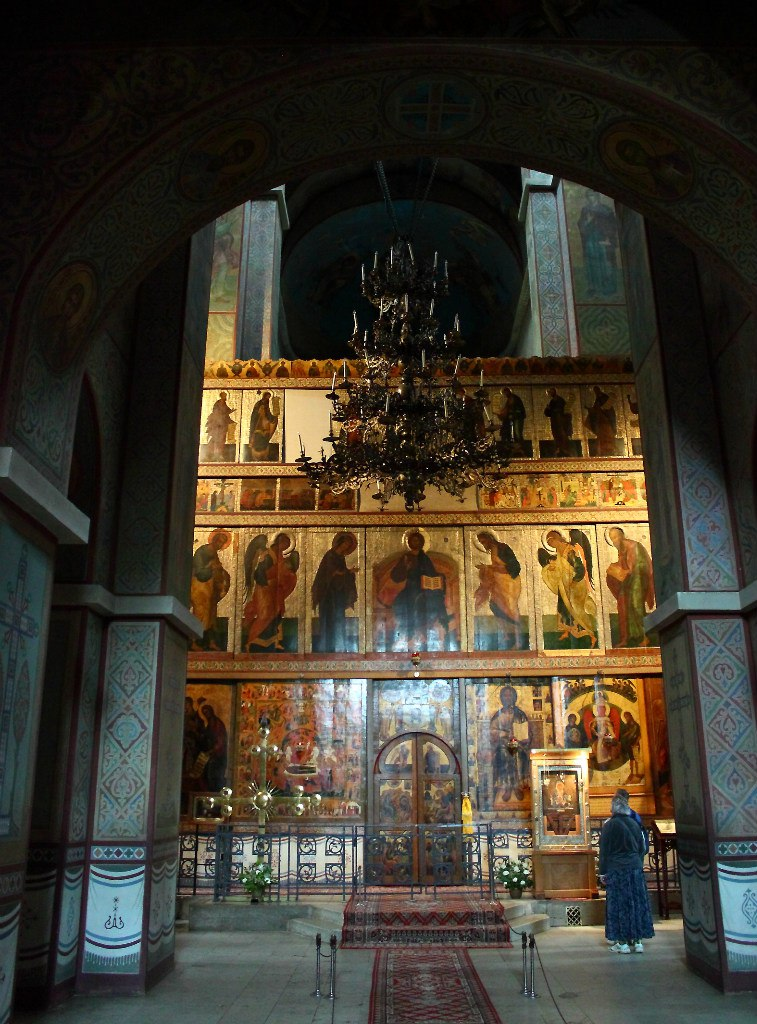
Ikonostas

Obecna budowla została ufundowana przez księcia Włodzimierza i wzniesiona w latach 1045–1052 na miejscu wcześniejszej, drewnianej z trzynastoma kopułami (z 989). Układ świątyni, oparty na pięciu nawach, zbliżony jest do soboru Mądrości Bożej w Kijowie. W XII wieku i kolejnych okresach do soboru niemal z wszystkich stron dostawiono dobudówki. Cebulaste kopuły najprawdopodobniej zostały dobudowane w XIV wieku.
Z pierwotnych malowideł we wnętrzu soboru zachowało się tylko popiersie Chrystusa Pantokratora w kopule z 1108 oraz szczątki dekoracji w kaplicy św. Włodzimierza z przedstawieniami Świętych Heleny i Konstantyna. Na zewnątrz soboru znajdują się tzw. drzwi płockie, odlane z brązu w Magdeburgu około połowy XII wieku dla katedry w Płocku, które trafiły tu w niewyjaśnionych okolicznościach.